# AgustaWestland AW169
El AgustaWestland AW169 es un helicóptero producido por la compañía Leonardo (anteriormente AgustaWestland, que se fusionó con la nueva Finmeccanica, que se ha cambiado el nombre en Leonardo a partir de 2017), para uso civil y militar. Se trata de un helicóptero ligero de 10 plazas, bimotor y polivalente.

## Diseño y desarrollo
El lanzamiento del AW169 se anunció en el Farnborough International Air Show de 2010. Realizó su primer vuelo el 10 de mayo de 2012, estando previsto que obtenga el certificado de tipo en el año 2014.
El AW169 está siendo desarrollado como un helicóptero con un peso máximo al despegue de 4.500kg, lo que lo sitúa en una posición intermedia entre el más pequeño AW109, helicóptero de 8 plazas y 3.400 kg, y el más grande AW139, de 15 plazas y 6.400 kg. AgustaWestland tiene previsto que esta aeronave entre en servicio en el año 2015.

## Componentes
Canadá -  Italia

### Electrónica
| Sistema      | País | Fabricante | Notas |
| ------------ | ---- | ---------- | ----- |
| Red de datos |      |            | AFDX  |

### Propulsión
| Sistema | País              | Fabricante             | Notas      |
| ------- | ----------------- | ---------------------- | ---------- |
| Motor   | Bandera de Canadá | Pratt & Whitney Canada | 2 × PW210A |

## Pedidos
República Dominicana
- Fuerza Aérea de República Dominicana

En noviembre de 2023 ordenó la compra de 4 unidades helicópteros AW169
 Argentina
- Gendarmería Nacional Argentina (GNA) - Leonardo confirmó un pedido. Llegó el primero el 19/05/2017.

 Austria
- Gobierno de Austria - En septiembre de 2020 se ordenaron 18 unidades.[9]

 Canadá
- Capitale Helicoptere - Realizó un pedido por 3 unidades.[10]

 España
- INAER - tiene firmado un contrato de compra por un total de 10 unidades.[11]

 Reino Unido
- Warwickshire & Northamptonshire Air Ambulance - tiene firmado un pedido por 2 unidades.[12]

### Desarrollos relacionados
- AgustaWestland AW109
- AgustaWestland AW139

### Aeronaves similares
- Harbin Z-9
- Bell 429
- Eurocopter EC 145
- Eurocopter AS365 Dauphin
- Sikorsky S-76

### Secuencias de designación
- Aeronaves civiles de AgustaWestland: AW109 · AW119 · AW139 · AW169 · AW189 · AW609

## Accidentes
El sábado 27 de octubre de 2018 un helicóptero AW169 se estrella en un estacionamiento cercano al King Power Stadium falleciendo entre otros Vichai Srivaddhanaprabha un multimillonario tailandés, propietario y presidente de King Power.